# Сланцевый Рудник (Саратовская область)
Сла́нцевый Рудни́к — посёлок в Озинском районе Саратовской области. Образует Сланцерудниковское муниципальное образование.

## География
Расстояние от районного центра Озинки 5 км. Сообщение с другими населёнными пунктами автомобильным транспортом.

## Население
| 2002  | 2010  | 2012  | 2013  | 2014  | 2015  | 2016  | 2017  | 2018  |
| ----- | ----- | ----- | ----- | ----- | ----- | ----- | ----- | ----- |
| 1323  | ↘1128 | ↗1145 | ↗1174 | ↗1239 | ↗1249 | ↘1225 | ↘1209 | ↘1184 |
| 2019  | 2020  | 2021  |       |       |       |       |       |       |
| ↘1168 | →1168 | ↘1099 |       |       |       |       |       |       |

## История
В 1939 году открылась шахта по добыче горючего сланца. На месте вырос посёлок для работников рудника. Шахту закрыли в 1956 году, посёлок Сланцевый рудник остался.
В 1962 году был сформирован вертолётный полк, гарнизон расположился в бывшем посёлке Сланцевый рудник. Полёты проводились на военном аэродроме Озинки, расположенном в 4 км южнее посёлка. Аэродром был заброшен в 1998 году.
До 1998 года в посёлке дислоцировалась войсковая часть 45659 — 437-й учебный вертолётный полк, который насчитывал пять эскадрилий по 20 вертолётов, около тысячи пилотов и курсантов. Жилой городок полка раньше считался закрытым.
В 2005 в посёлке открылась новая школа. В 2006 году посёлок посетил Вячеслав Володин.